# Pacaraima
Pacaraima là một đô thị thuộc bang Roraima, Brasil. Đô thị này có diện tích 8028 km², dân số năm 2007 là 8640 người, mật độ 1 người/km².